# 巴列埃尔莫索
巴列埃尔莫索（西班牙語：Vallehermoso），是西班牙加那利群岛圣克鲁斯-德特内里费省的一个市镇。总面积109平方公里，总人口2,829人（2018年），人口密度26人/平方公里。

## 图集

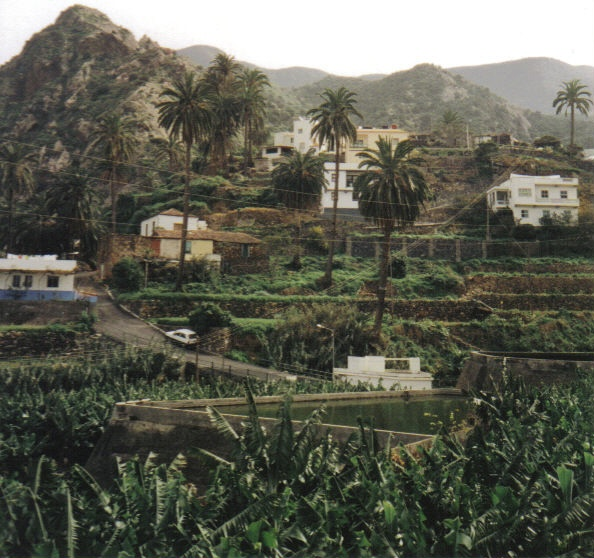
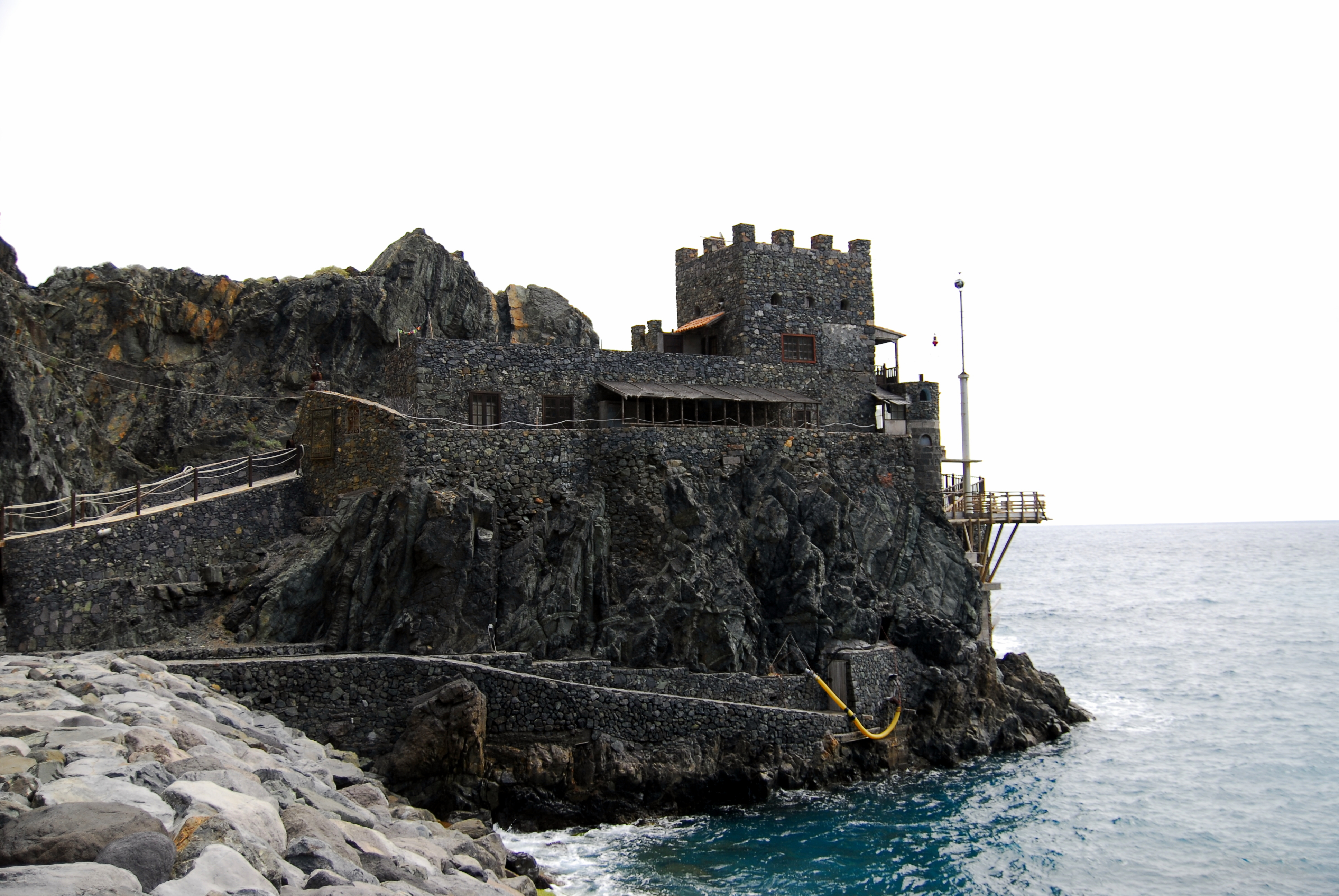
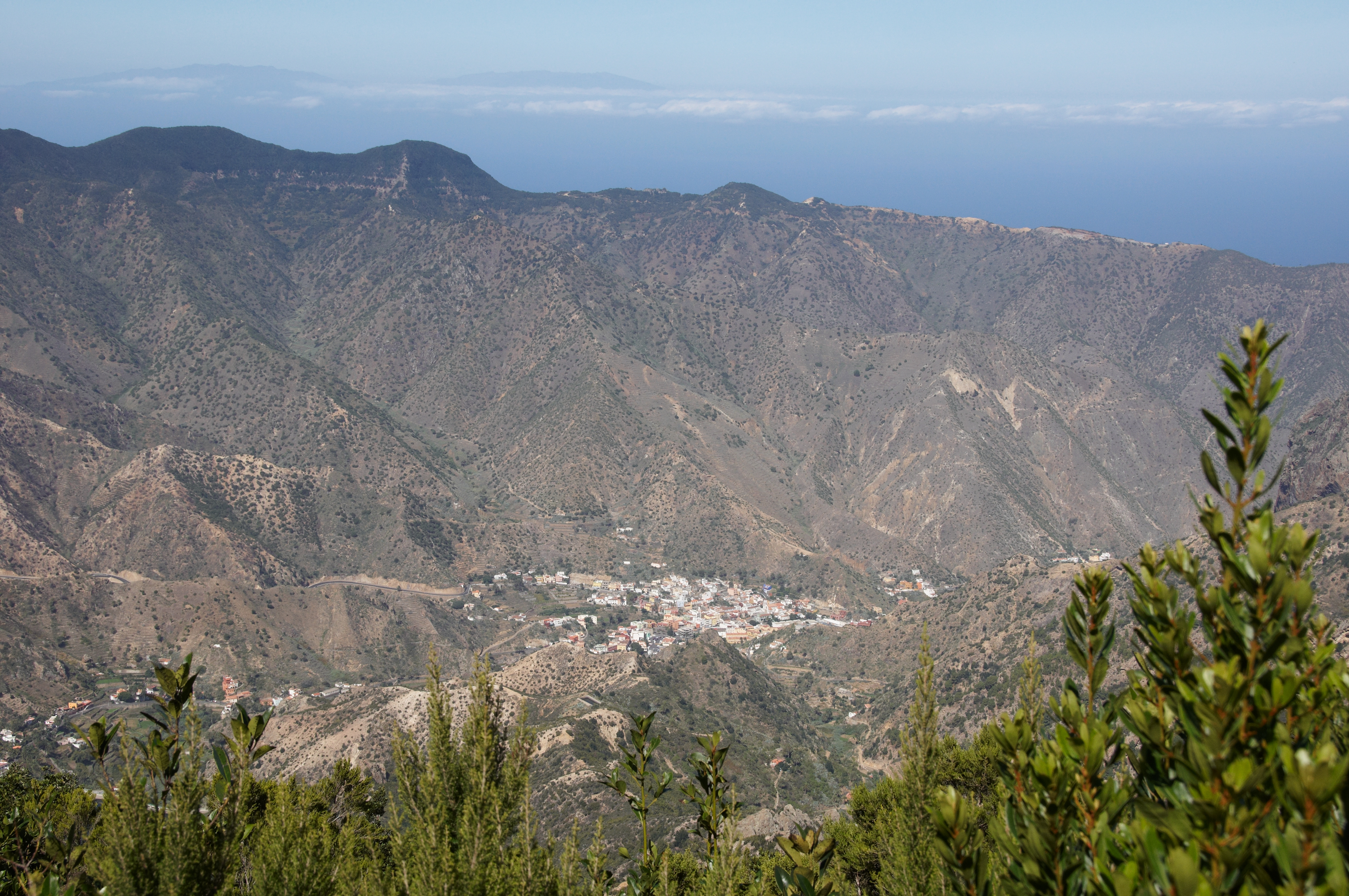
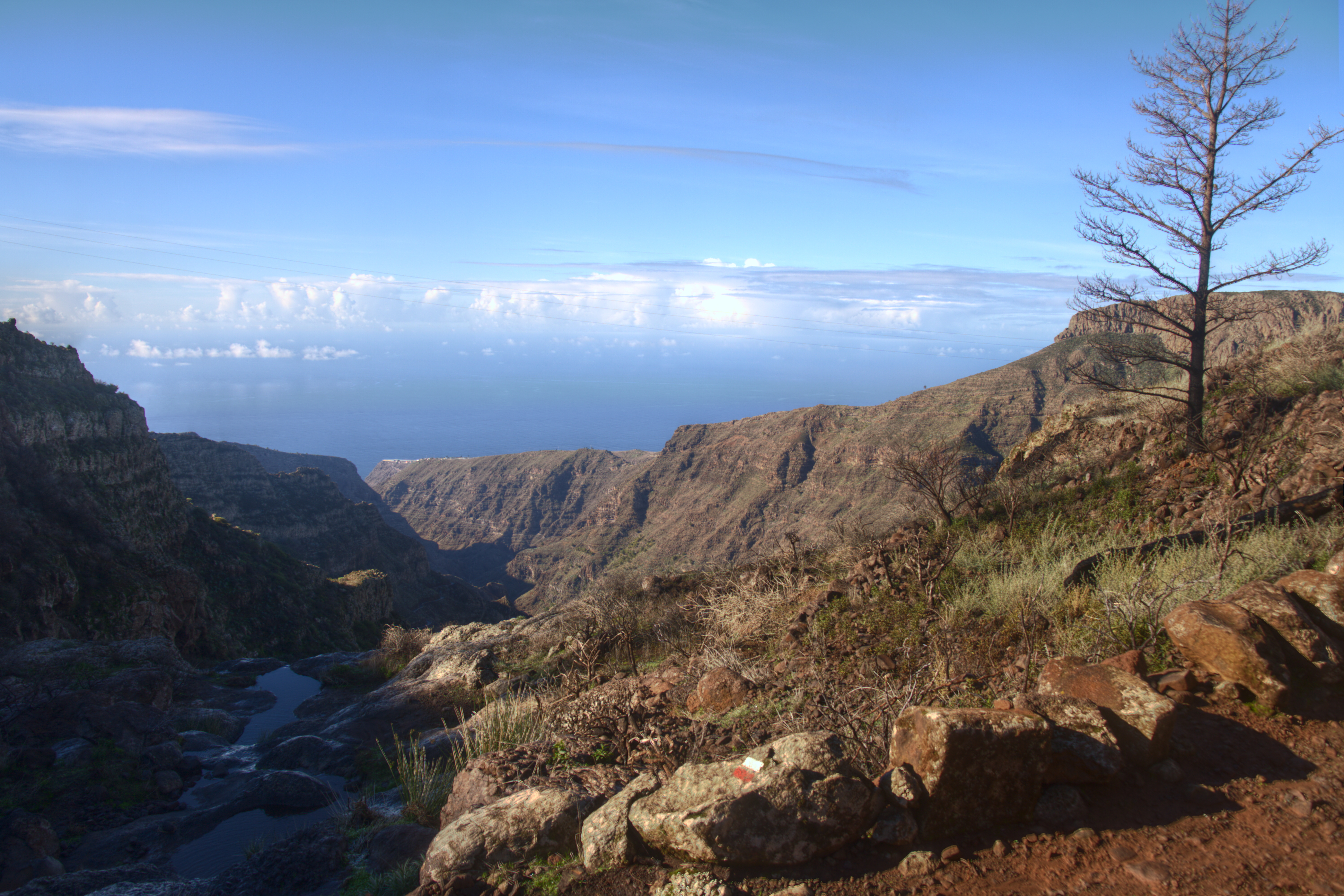

## 人口
| 巴列埃尔莫索 |
|              |
| [ 2 ] [ 3 ]  |